# Olympische Sommerspiele 1984/Teilnehmer (Bahamas)
| Gelbes Symbol für Goldmedaillen mit stilisierten Olympischen Ringen | Graues Symbol für Silbermedaillen mit stilisierten Olympischen Ringen | Braundes Symbol für Bronzemedaillen mit stilisierten Olympischen Ringen |
| ------------------------------------------------------------------- | --------------------------------------------------------------------- | ----------------------------------------------------------------------- |
| —                                                                   | —                                                                     | —                                                                       |

Die Bahamas nahmen an den Olympischen Sommerspielen 1984 in Los Angeles, USA, mit einer Delegation von 22 Sportlern (17 Männer und fünf Frauen) teil.

## Teilnehmer nach Sportarten

### Boxen
- Andrew Seymour
Fliegengewicht: 17. Platz

- Steve Larrimore
Halbweltergewicht: 9. Platz

- Philip Pinder
Halbschwergewicht: 17. Platz

### Leichtathletik
- Dudley Parker
100 Meter: Viertelfinale
200 Meter: Viertelfinale

- Audrick Lightbourne
100 Meter: Viertelfinale

- Allan Ingraham
400 Meter: Viertelfinale

- Greg Rolle
400 Meter Hürden: Halbfinale

- Stephen Wray
Hochsprung: In der Qualifikation ausgeschieden

- Joey Wells
Weitsprung: 6. Platz

- Lyndon Sands
Weitsprung: 19. Platz in der Qualifikation

- Steve Hanna
Weitsprung: 21. Platz in der Qualifikation
Dreisprung: 14. Platz in der Qualifikation

- Brad Cooper
Diskuswerfen: 16. Platz in der Qualifikation

- Pauline Davis-Thompson
Frauen, 100 Meter: Halbfinale
Frauen, 200 Meter: Halbfinale
Frauen, 4 × 100 Meter: 6. Platz

- Eldece Clarke-Lewis
Frauen, 100 Meter: Viertelfinale
Frauen, 4 × 100 Meter: 6. Platz

- Debbie Greene
Frauen, 4 × 100 Meter: 6. Platz

- Oralee Fowler
Frauen, 4 × 100 Meter: 6. Platz

- Shonel Ferguson
Frauen, Weitsprung: 8. Platz

### Schwimmen
- Sean Nottage
100 Meter Freistil: 37. Platz
200 Meter Freistil: 40. Platz
100 Meter Schmetterling: 39. Platz

- Dave Morley
100 Meter Rücken: 31. Platz
200 Meter Rücken: 31. Platz
200 Meter Lagen: 31. Platz

### Segeln
- Thomas Nisbet
Windsurfen: 38. Platz

- Montague Higgs
Star: 10. Platz

- Steven Kelly
Star: 10. Platz